# Skale
Eine Skale (von lateinisch scalae ‚Leiter, Treppe‘), auch Skala, bezeichnet eine Aufeinanderfolge einer Anzahl von Teilstrichen auf einer Anzeigefläche. Die Teilung kann gleichmäßig oder, falls erforderlich, auch ungleichmäßig sein. Sie dient dazu, mit Hilfe einer Ablesemarke einen Wert anzuzeigen. Bei Werten von physikalischen Größen auf technischen Geräten werden die Striche in der Regel mit Zahlen und Einheit ergänzt; ansonsten sind auch Worteintragungen oder Bewertungszeichen möglich. Eine Anzeige mittels einer Skale wird in der Messtechnik Skalenanzeige genannt. Die Alternative dazu ist die Ziffernanzeige.
Der Begriff Skale wird in der messtechnischen Literatur benutzt
und ist vom Deutschen Institut für Normung normiert.

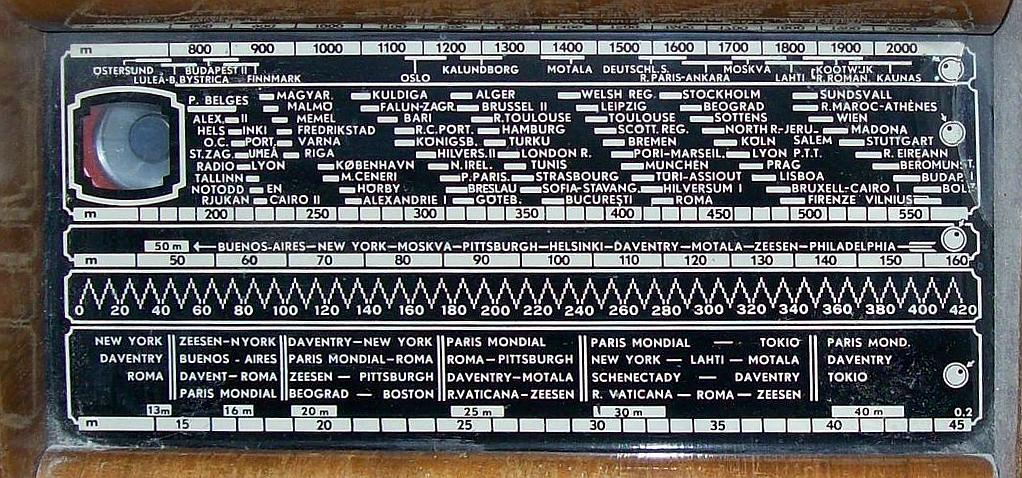
Einstellskale eines Rundfunkempfängers um 1938, im Betrieb hinterleuchtet, hier im Auflicht

## Grundlagen

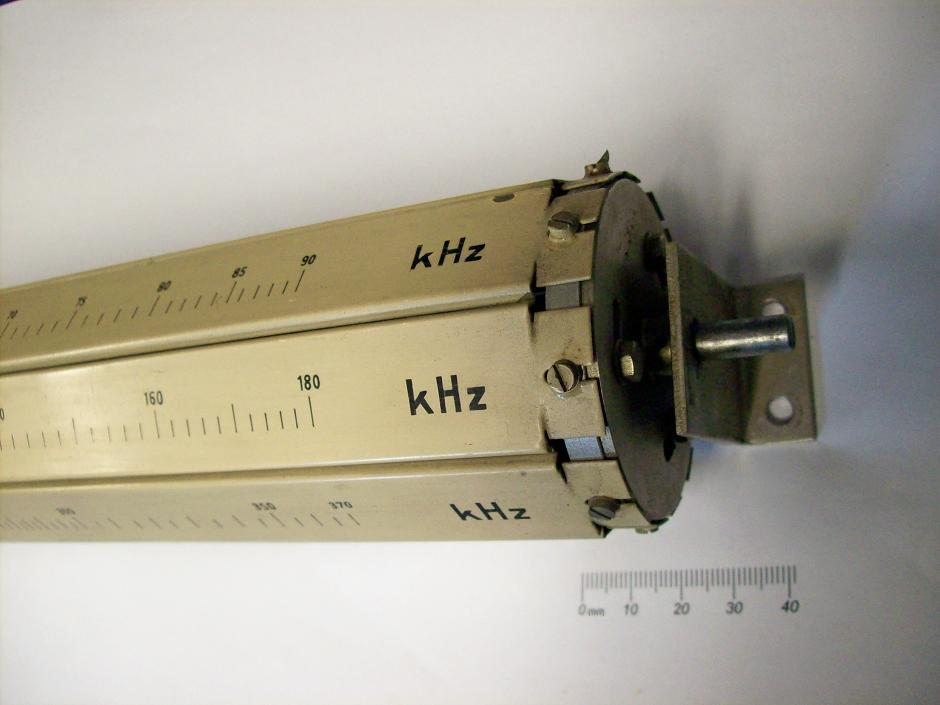
Revolverskale eines älteren Messsenders

Skalen sind in der Analogtechnik zur quantitativen Angabe von Größen von grundlegender Bedeutung. Während zur Größe „Füllstand“ eines Kessels aufgrund einer Zeigerstellung eine qualitative Aussage wie „ziemlich voll“ möglich ist, ist zu einer Angabe „zu 92 % gefüllt“ zusätzlich zum Zeiger eine Skale unumgänglich. Bei der Messung mittels eines analogen anzeigenden Messverfahrens wird fast immer die einzustellende oder zu messende Größe in eine Strecke oder einen Winkel umgeformt; zusammen mit einer Skale wird daraus beim Ablesen durch den Menschen ein Zahlenwert oder Messwert (Zahl mal Einheit).
Die Vorteile der Skalenanzeige gegenüber der Ziffernanzeige sind
- die schnelle visuelle Erfassung des Messwertes,
- die leichte Erkennbarkeit von Tendenzen (Wandern des Zeigers).

Auf einer Skale besteht ein stufenloser Übergang. Beispielsweise bei einer Messung der Körpergröße kann an der Skale der Messlatte die Anzeige zwischen 1,76 m und 1,77 m liegen. Im Prinzip können bei einer stufenlosen Einstellung beliebig viele weitere Ziffern folgen. Aber wie weit noch weitere Stellen angegeben werden können, hängt von der Genauigkeit der Messung ab. Sowohl in der mangelnden Reproduzierbarkeit in der Körperhaltung als auch in der Begrenzung der hier gegebenen Ablesemöglichkeit auf ca. 1 mm lässt sich die Angabe von Stellen unter 0,001 m in diesem Zusammenhang nicht verantworten; siehe auch Messabweichung oder Signifikante Stellen.
Bei Bahnhofsuhren üblicher Bauart (mit Minutenzeiger, aber ohne Sekundenzeiger) scheitert die stufenlose Ablesbarkeit nicht an der Skale, sondern daran, dass der Minutenzeiger nur schrittweise verstellt wird.

## Skalenteilungswert

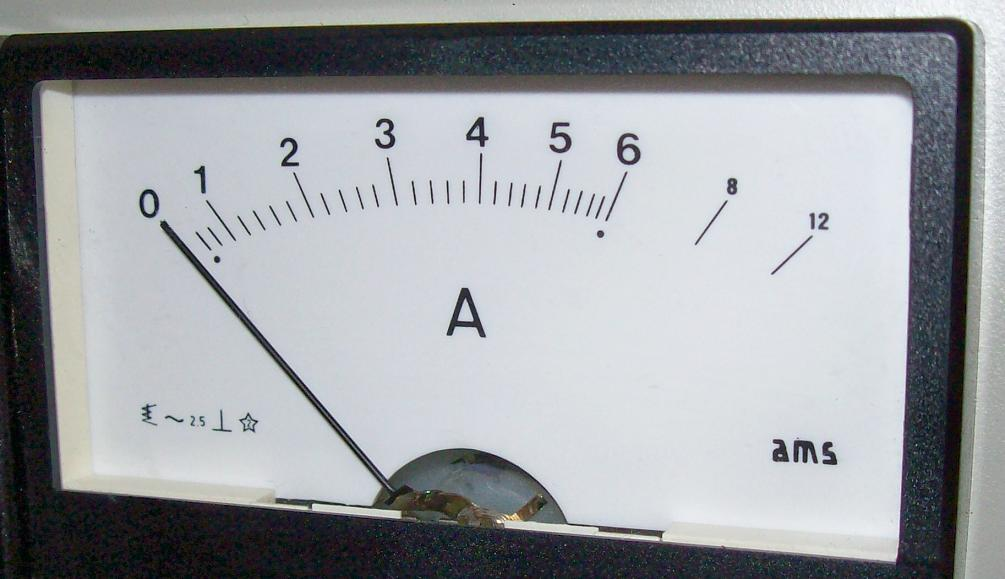
Gespreizte Skale eines Messgerätes mit Dreheisenmesswerk
Messbereich 0,6 … 6 A
Anzeigebereich 0 … 12 A
Skalenteilungswert 0,2 A

Der Betrag der Differenz zwischen den Werten, die zu zwei aufeinander folgenden Teilstrichen gehört, wird Skalenteilungswert genannt. Er wird in derselben Einheit angegeben wie die ablesbaren Messwerte.

## Praktische Ausführung von Skalen

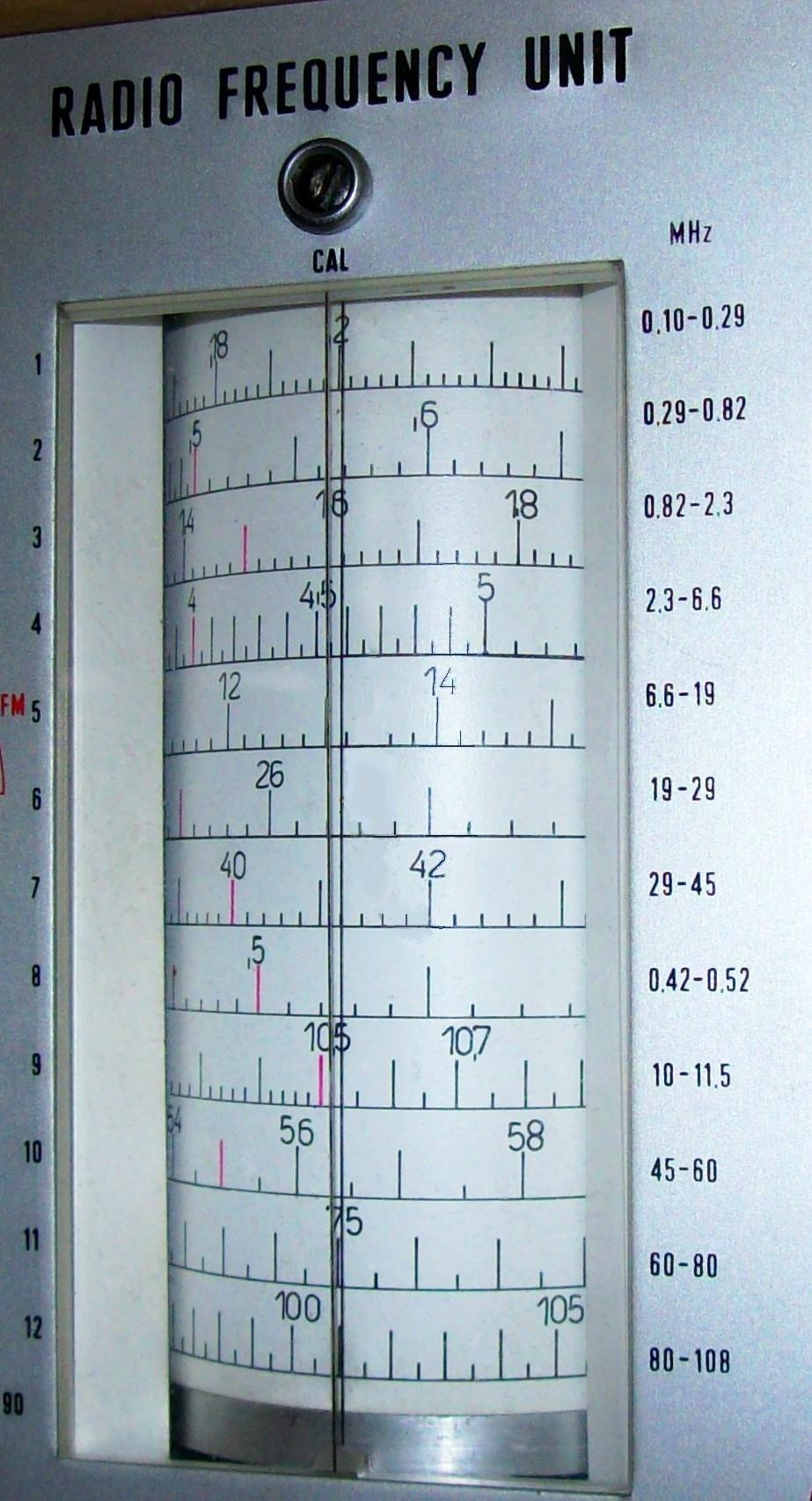
Trommelanzeiger mit vielen Skalen

### Beschriftung
Skalen haben eine Skaleneinteilung, die sich nach der Ablesbarkeit und der erforderlichen bzw. möglichen Genauigkeit richtet. Zur Erleichterung der Ablesung können die Striche unterschiedlich lang oder breit sein und mit einer Skalenbezifferung ergänzt werden. Häufig gehört eine Einheit dazu. Werte, die sich meistens stufenlos zwischen den Teilstrichen einstellen, sind schätzbar zur Angabe reeller Zahlen oder Messwerte im Rahmen der Messgenauigkeit. Skalen elektrischer Messgeräte sollen gemäß DIN EN 60051 ferner ein Messwerk-Symbol, ein Klassenzeichen und weitere zum Gebrauch wichtige Daten tragen. Fallweise (siehe Bild zum Dreheisenmessgerät) muss der Messbereich vom Anzeigebereich unterschieden und gekennzeichnet werden, im Bild durch Punkte auf der Skale. Hersteller-Angaben zur Genauigkeit gelten nur im Messbereich.

### Bewegliche Teile

Verschiedene gebräuchliche Skalenverläufe

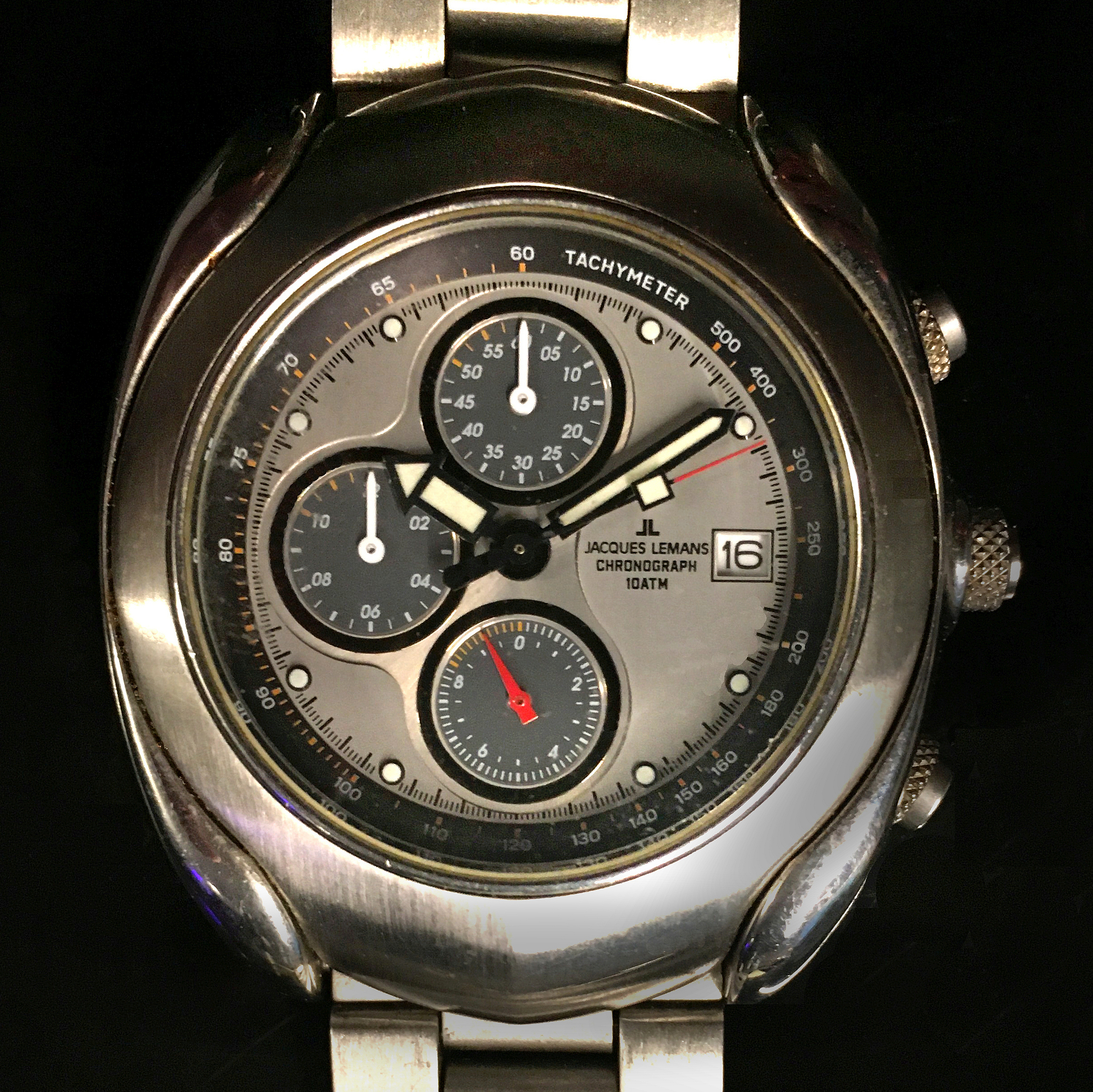
Quarz-Chronograph mit Stoppfunktion, mit kleinen Zusatz-Zifferblättern, auf deren Skalen die gestoppte Zeit bis auf Zehntelsekunden genau (roter Zeiger) angezeigt wird

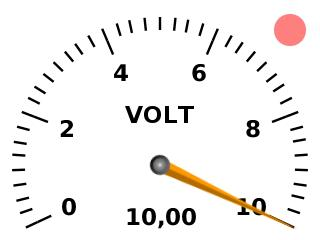
Skalenanzeige mittels TFT-Display

Als Ablesemarke dient z. B. ein mechanisch bewegter Zeiger (z. B. beim Analogmultimeter), ein Lichtstrahl (beim Spiegelgalvanometer), ein Balken (beim Flüssigkeitsthermometer), ein Leuchtpunkt (beim Oszilloskop) oder die Nonius-Teilung auf dem beweglichen Messschenkel beim Messschieber.
Statt der beweglichen Marke vor der Skale kann auch gegenüber einer feststehenden Marke die Skale beweglich sein. Sie besteht dann z. B. aus einem bedruckten Band, einer Scheibe oder einer mit Markierungen versehenen, beweglichen transparenten Fläche, die auf eine Mattscheibe projiziert wird (Projektionsskale, z. B. an älteren Laborwaagen und manchen Röhrenradios).
Ganz ohne mechanische Bewegung lassen sich Skalenanzeigen digital-elektronisch mittels Flüssigkristallanzeige realisieren.
An vielen Geräten (Rundfunkempfänger, Frequenzgeneratoren, Analogmultimeter) finden sich Mehrfachskalen, die z. B. je nach Messbereich oder Frequenzband gelten. Sie können mechanisch umgeschaltet (Revolverskale; nur die gültige Skale ist sichtbar) oder mit einer Leuchtanzeige kenntlich gemacht sein.

### Teilung der Skalen
Skalen können linear, quadratisch, logarithmisch oder nach anderer Gesetzmäßigkeit geteilt sein. Die letztgenannte Möglichkeit erlaubt die Hervorhebung interessierender Bereiche mit gedehnten Teilstrichabständen oder die Korrektur von Nichtlinearitäten des zugehörigen Messsystems. So können z. B. bei Dreheisenmesswerken die interessierenden Messbereichsteile durch die Konstruktion des Messwerkes gespreizt werden – die Skale wird dann entsprechend gestaltet.
Die gleichmäßige oder lineare Skale, wie sie am Gliedermaßstab oder Flüssigkeitsthermometer allgemein bekannt ist, wird bevorzugt verwendet, da sich hier Zwischenwerte zwischen zwei Teilstrichen am einfachsten schätzen lassen. Üblicherweise verlaufen Skalen zu steigenden Werten hin kreisförmig im Uhrzeigersinn oder geradlinig nach rechts oder oben. Eine gegenläufige Ausrichtung kommt aber auch vor wie zur Anzeige von Restlaufzeiten oder bei Widerstandsskalen an analogen Multimetern infolge des reziproken Zusammenhangs mit der Stromstärke im Messwerk.
Bilder von Mehrfachskalen mit unterschiedlichen Skalenverläufen siehe auch unter Analogmultimeter.
Eine besonders feine Auflösung ermöglicht eine Anzeigeeinrichtung, deren Anzeigebereich über mehrere Umdrehungen geht. Dann kann die Anzeige die niederwertigen Stellen einer Dezimalzahl liefern, beispielsweise mit den Werten 00 … 99 über einen vollen Umfang, und ein Zählwerk für die Anzahl der Umdrehungen liefert die höherwertigen Stellen. Solche Anzeigen sind bei Wendelpotentiometern in Gebrauch. Nach demselben Prinzip arbeiten auch Uhren, nur statt des Zählwerks werden ein oder zwei weitere Zeiger verwendet (Sekunden-, Minuten-, Stundenzeiger).

## Genauigkeit
Nach DIN EN 60051 wird die Genauigkeit eines Messgerätes definiert als Grad der Übereinstimmung zwischen angezeigtem und richtigem Wert. Die Genauigkeit ist eine rein qualitative Größe, weil bei einer quantitativen Angabe für eine hohe Genauigkeit ein hoher Wert angegeben werden müsste, was nicht gebräuchlich ist. Zur quantitativen Angabe eignen sich die vereinbarten oder zulässigen Fehlergrenzen. Geräte mit hoher Genauigkeit haben kleine Fehlergrenzen. Diese werden bei elektrischen Skalen-Messgeräten durch Klassenzeichen festgelegt. Bei einem Gerät der Klasse 1,5 beträgt die Fehlergrenze im günstigsten Fall 1,5 % vom Messbereichsendwert. Sie gilt für positive wie negative Messabweichungen.

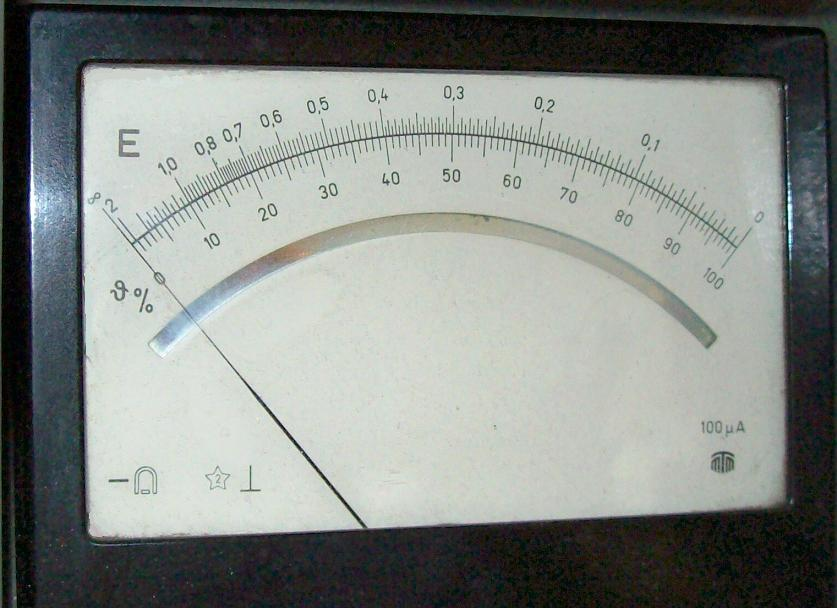
Spiegelskale; der Spiegel hilft beim senkrechten Ablesen

Die Abweichung durch unvermeidliche Ablese-Ungenauigkeit ist in den Fehlergrenzen enthalten, muss also deutlich kleiner sein. Die Reduzierung der Ablese-Abweichung auf das Unvermeidliche erfordert insbesondere einen senkrecht zur Skale gerichteten Blick und einen dünnen Zeiger. Diese Reduzierung wird durch verschiedene Maßnahmen erleichtert:
- bei Spiegelskalen (Bild) durch eine Hinterlegung mit einem spiegelnden Kreisbogen (senkrechtes Ablesen, wenn der Zeiger sein Spiegelbild überdeckt oder man sein eigenes Auge sieht),
- durch einen „Messerzeiger“ mit senkrecht stehender Blech-Zeigerspitze (senkrechtes Ablesen, wenn die Zeigerspitze möglichst schmal erscheint (als „Messerrücken“) ),
- beim Messschieber durch einen Nonius,
- durch zusätzlich mitlaufende Skalen mit feinerer Auflösung.

## Skalen in der digitalen Messtechnik

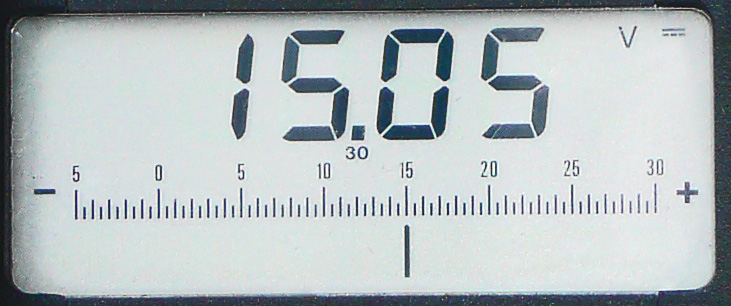
Anzeigefeld eines Digitalmultimeters
Ziffernanzeige kombiniert mit Skalenanzeige

Digitalmultimeter sind gelegentlich zusätzlich zur Ziffernanzeige mit einer Bargraph-Anzeige oder einer LCD-Zeigerdarstellung ergänzt, so dass Vorteile einer Skalenanzeige (schnelles Erkennen von Tendenzen und Erfassen des Messwertes selbst durch flüchtigen Blick) erhalten bleiben. An die Stelle der Schätzunsicherheit bei der Ablesung einer Skale tritt die Unsicherheit durch begrenzte Auflösung der gestuften Anzeige.

Skalenanzeige mit einem Band aus 51 Leuchtsegmenten

Die gezeigte Bandanzeige verbindet eine Skalenanzeige mit einer digitalen Messung – digital deshalb, weil sich hier die Anzeige nur schrittweise ändern kann; siehe hierzu auch Digitale Messtechnik.